# Geosesarma malayanum
Geosesarma malayanum Ng & Lim, 1986 è una specie di piccoli granchi diffusa in Borneo. 
È una specie nepenthefila che è solita nutrirsi delle prede catturate dalla pianta carnivora Nepenthes ampullaria.